# Phyteuma tetramerum
Phyteuma tetramerum är en klockväxtart som beskrevs av Philipp Johann Ferdinand Schur. Enligt Catalogue of Life ingår Phyteuma tetramerum i släktet rapunkler och familjen klockväxter, men enligt Dyntaxa är tillhörigheten istället släktet rapunkler och familjen klockväxter. Arten har ej påträffats i Sverige. Inga underarter finns listade i Catalogue of Life.